# Allan Mortensen
Allan Mortensen (født 27. april 1946 i Aarhus) er en dansk sanger, musiker og skuespiller, der har arbejdet i en lang række musikalske og teatermæssige sammenhænge.
Hans karriere begyndte, da han spillede trompet og sang i en række mindre århusianske orkestre i 1960'erne, og han tiltrak sig i første omgang opmærksomhed som forsanger i Tears, der var ledet af Holger Laumann. I begyndelsen af 1970'erne flyttede han til København for at blive forsanger i Midnight Sun, og kort efter fik han sit egentlige gennembrud i rollen som Judas i rockoperaen Jesus Christ Superstar. Derefter blev der bud efter ham fra både radio, tv og forskellige musicals, lige som han fik tilbudt pladekontrakter. En karriere som discostjerne i Vesttyskland var dog ikke sagen for Allan Mortensen, der derpå holdt sig til Danmark.
Musikalsk bredte han sig efterhånden ud over et bredt spektrum af genrer. Fra de tidlige års jazz-rock og rock tog han nu også decideret popmusik ind, og han fik et dansktophit med sangen "Musikalske venner". Han sang også klassisk i G.F. Händels Messias, samtidig med at han holdt fast i rocken med sang på "Voldsom Volvo" fra Wikke & Rasmussens tv-serie Sonny Soufflé Chok Show.
I en periode var Allan Mortensen medlem af vokalkvartetten Hans Mosters Vovse, der to gange deltog Dansk Melodi Grand Prix i 1980 og 1981 med henholdsvis en fjerde- og en andenplads til følge.
Han har optrådt i en lang række sammenhænge, ofte som forsanger med forskellige orkestre som Ib Glindemanns bigband eller i tv-programmer som Hit med sangen.
Han er far til sangerinden Veronica Mortensen.

## Filmografi
- 1974: Hitler Superstar
- 1974: Gennembruddet
- 1980: Hans Mosters Vovse præsenterer: Swingtime igen
- 1980: Melodi grand prix 1980
- 1981: Dansk melodi grand prix
- 1984: Rock for Afrika
- 1986: Sonny Soufflé chok show
- 1990: Harry Måneskin
- 1995: Eleva2ren
- 1999: Olsen-bandens første kup
- 2004: Motormagasinet
- 2005: Twist & Shout
- 2006: Rundt om klaveret
- 2006: Der var engang en dreng
- 2009: zHit-paraden